# Lourenço & Lourival
Lourenço & Lourival, nome artístico dos irmãos Arlindo Cassol (Sertãozinho, 5 de maio de 1936), o Lourenço, e Antônio Cassol (Dumont, 11 de setembro de 1939), o Lourival, é uma dupla de cantores de música sertaneja do Brasil formada em 1956 na cidade de Ribeirão Preto.

## História
Lourenço e Lourival são filhos de lavradores, e portanto, trabalharam na lavoura desde cedo, porém, sempre sonhando com a vida artística. Nas horas vagas, a imaginação transformava as enxadas em violas e latinhas velhas em microfones.
Logo cedo começaram a se apresentar em rádio de Ribeirão Preto. Em 1949, Lourenço, com 13 anos, e Lourival, com 11, então "Maurinho e Toninho", foram tentar a vida em São Paulo, e depois de muita luta em rádio de São Paulo, foram contratados.
Pouco tempo após, foram para a Rádio Bandeirantes, e depois, para a Rádio Nacional, onde demonstravam seu trabalho.
Lourenço e Lourival, na Rádio Record, onde trabalhavam Zé Béttio e José Russo, eram apresentados como "as vozes de cristal".
Entre os sucessos emplacados por Lourenço & Lourival, estão "Se ainda existe amor", "Canga do tempo", "A caneta e a enxada", "Menina da aldeia", "Armadilha do destino", "Velha porteira", "A cruz que carrego", "Meu reino encantado", "O telefone", "Anel de noivado", "Como eu chorei", "Franguinho na panela" ...
Aos 14 anos começaram a cantar na Rádio 79, em Ribeirão Preto, no programa "Festinha na Roça" do Compadre Barbosa, componente da dupla Barreiro e Barroso.
Aos 15 anos mudaram-se para São Paulo, onde começaram a trabalhar na Rádio América. Foram contratados pela gravadora Continental, ainda com o selo Chantecler, onde gravaram 1 disco de 78 rotações com "Amor Derrotado" de João Pereira Guimarães  e "Comprometida" musica de Lourival e letra de Lourenço. Depois lançam o seu segundo disco de 78 rotações desta vez pela Odeon com as músicas "Beija flor" e "Pagode da comparação"  posteriormente seu 1º LP.
Pouco tempo depois foram para a Rádio Bandeirantes, no programa Serra da Mantiqueira e, logo após, para a Rádio Nacional, onde tiveram como companheiros de trabalho nomes como Tião Carreiro e Pardinho, Abel e Caím, Zé Fortuna, entre outros.
Em 1974 foram trabalhar no programa Linha Sertaneja Classe A, na Rádio Record, juntamente com Zé Béttio e José Russo, onde permaneceram durante 16 anos. Lá receberam o título carinhoso de "As Vozes de Cristal".
Lançaram mais 30 LPs pela gravadora Chantecler, trabalhos remasterizados e disponíveis atualmente em CDs, e 15 títulos pela gravadora RGE.
Contratados desde 2004 pela Gravadora Alegreto, já lançaram mais 3 CDs e alguns DVDs em parceria com outras duplas. O projeto do 1° DVD da dupla já está em andamento e em breve os fãs poderão conferir este novo trabalho.
Queridos e respeitados pelos fãs de todo Brasil e até do exterior, como Estados Unidos, Japão e Mercosul, não param de viajar, mantendo viva a verdadeira música raiz brasileira.
O pouco tempo livre da dupla é dedicado às suas famílias e outras atividades paralelas em sua cidade natal, onde fazem questão de permanecer cultivando suas raízes. Como reconhecimento destes trabalhos, foram presenteados em 1997 com o título de "Cidadãos Ribeirão pretanos".
A humildade e simpatia são marcas registradas destes irmãos, que fazem questão de receber seus fãs e amigos, conquistados ao longo de vários anos de muito trabalho.
Se apresentaram em 2010 na cidade de Nova Bréscia.

## Prêmios
Em 2018, a dupla foi indicada ao 29º Prêmio da Música Brasileira, com o CD "caipira da Gema", classificada juntamente com Zezé Di Camargo & Luciano e Chitãozinho & Xororó, sendo estes últimos que ganharam a premiação.

## Discografia
- 1966 - Moreninha do Convento
- 1967 - Lourenço & Lourival
- 1968 - Solidão
- 1969 - Destino de Caboclo
- 1971 - Anel de noivado
- 1971 - Pelos caminhos do amor
- 1973 - Lourenço e Lourival
- 1973 - Minha vida por teu amor
- 1974 - Bandida
- 1975 - Não maltrate meu coração
- 1975 - Dama da nite
- 1976 - Os grandes sucessos de Lourenço e Lourival
- 1976 - Amor inocente
- 1977 - Mulher Louca
- 1977 - A cruz que carrego
- 1978 - Novo Caminho
- 1979 - Mulher da noite
- 1979 - Lembranças que o tempo não apaga
- 1980 - Condenado Por Amor vol 18
- 1981 - Velocímetro do Amor vol 19
- 1982 - Meu Passarinho
- 1982 - velho amor
- 1983 - Luz Vermelha
- 1984 - Leão Ferido vol 23
- 1985 - Lourenço e Lourival - 25 anos
- 1986 - Dama da Mansão
- 1988 - Minha vez
- 1989 - Os trez boiadeiros japoneses RGE
- 1990 - Toshiro e tanaka
- 1990 - 0s grandes sucessos de Lourenço e Lourival - v. 2
- 1991 - Eu preciso de você
- 1992 - Bailinho do sertão selo MM
- 1993 - Amor distante
- 1994 - A sementinha
- 1995 - Doze dupla
- 1995 - 50 Anos de sucessos
- 1996 - 20 preferidas
- 1997 - canga do tempo
- 1997 - Dose dupla - vol. 2
- 1998 - Terra molhada
- 2000 - Pérolas
- 2000 - Raises da musica sertaneja
- 2001 - Eu preciso de você
- 2002 - Franguinho na panela
- 2005 - Caipira de coração
- 2006 - Globo rural
- 2006 - 30 Anos warner
- 2008 - Raizes do Campo
- 2011 - Amor Incondicional
- 2012 - Disco de ouro
- 2013 - Homenagem aos nossos ídolos
- 2015 - Ruas do infinito
- 2017 - Caipira da Gema
- 2019 - Última entrevista